# 赫里克斯 (紐約州)
赫里克斯（英語：Herricks）是位於美國紐約州拿騷縣的普查規定居民點。

## 人口
根據2020年美國人口普查的數據，赫里克斯的面積為1.48平方千米，皆為陸地。當地共有人口4398人，而人口密度為每平方千米2,971.62人。